# Michail Sjamjonau (Ringer)
Michail Sjamjonau, belarussisch Міхаіл Сямёнаў, russisch Михаил Владимирович Семёнов/Michail Wladimirowitsch Semjonow, (* 30. Juli 1984 in Minsk) ist ein belarussischer Ringer. Er gewann bei den Olympischen Spielen 2008 eine Bronzemedaille und wurde 2009 Vize-Europameister jeweils im griechisch-römischen Stil im Leichtgewicht.

## Werdegang
Michail Sjamjonau begann als Jugendlicher 1994 mit dem Ringen. Er gehört dem Sportclub Dynamo Minsk an und ringt bei einer Größe von 1,68 Metern im Leichtgewicht (Gewichtsklasse bis 66 kg Körpergewicht). Er ist Student und wird in seinem Verein von Anatoli Kasawzew und Oleg Mitsiko trainiert. Seit er der belarussischen Nationalstaffel der Ringer im griech.-röm. Stil angehört, wird er dort von Kamandar Madschidow und seit 2008 von Gennadi Sapunow betreut.
Seine internationale Karriere begann bereits im Jahre 2003, als er bei der Junioren-Weltmeisterschaft (Juniors) in Istanbul im Bantamgewicht eingesetzt wurde, dort aber nach zwei Niederlagen nur den 27. Platz belegte. Auch bei der Junioren-Europameisterschaft 2004 in Murska Sobota in Slowenien kam er nicht in das Vorderfeld. Immerhin kam er dort im Federgewicht nach einem Sieg über Eric Buisson aus Frankreich auf den 18. Platz.
Ab 2005 wird er regelmäßig bei internationalen Meisterschaften der Senioren eingesetzt. Er konnte sich aber zunächst wiederum nicht im Vorderfeld platzieren. Vielmehr unterlag er bei den ersten vier internationalen Meisterschaften, bei denen er am Start war, jeweils in der 1. Runde. 2005 bei der Weltmeisterschaft in Budapest im Federgewicht nach einem griffreichen Kampf 9:14 gegen Juri Kohl aus Deutschland, 2006 bei der Weltmeisterschaft in Guangzhou/China im Federgewicht gegen Håkan Nyblom aus Dänemark, 2007 bei der Europameisterschaft in Sofia gegen Elbrus Mammadow aus Aserbaidschan und 2008 bei der Europameisterschaft in Tampere gegen Tiziano Corriga aus Italien. Er belegte damit die Plätze 20, 31, 22 und 15.
Im Frühjahr 2008 übernahm der frühere langjährige Cheftrainer der sowjetischen Ringernationalmannschaft (griech.-röm. Stil) Gennadi Sapunow, der zuletzt in der Türkei tätig war, zusammen mit Kommandar Madschidow das Training der belarussischen Ringer im griech.-röm. Stil. Von diesem Zeitpunkt an, hat Michail Sjamjonau einen gewaltigen Leistungssprung zu verzeichnen. Dies zeigte sich, als er sich nach der Europameisterschaft 2008 in Ostia bei Rom mit einem 3. Platz für die Olympischen Spiele in Peking qualifizieren konnte. Auch bei den internationalen Turnieren in Istanbul und Dortmund schnitt er hervorragend ab.
Bei den Olympischen Spielen in Peking war er ebenfalls in hervorragender Form und erkämpfte sich im Leichtgewicht mit Siegen über Aleksandr Kazakevič aus Litauen, Ali Mohammadi aus dem Iran, einer Niederlage gegen Steeve Guénot aus Frankreich und Siegen über Alain Milián aus Kuba und Darchan Bajachmetow aus Kasachstan verdientermaßen die Bronzemedaille. Für diese Medaille erhielt er vom belarussischen Ringerverband übrigens 30.000,00 US-$ und von der chinesischen Ausrüsterfirma der belarussischen Mannschaft noch einmal 3.000,00 US-$.
Auch bei der Europameisterschaft 2009 kämpfte Michal Sjamjonau sehr erfolgreich. Er besiegte in Vilnius im Leichtgewicht Frederick Ekström aus Dänemark, Sharur Wardanjan aus Schweden und Damian Zuba aus Polen, ehe er im Endkampf gegen Ambako Watschadse aus Russland verlor und damit Vize-Europameister wurde.

## Internationale Erfolge
| Jahr | Platz  | Wettbewerb                                       | Gewichtsklasse | |
| 2003 | 27.    | Junioren-WM (Juniors) in Istanbul                | Bantam         | nach Niederlagen gegen Joe Balterman, USA u. Tomasz Swierk, Polen |
| 2004 | 18.    | Junioren-EM (Juniors) in Murska Sobota/Slowenien | Feder          | mit einem Sieg über Eric Buisson, Frankreich u. einer Niederlage gegen Beslan Musalow, Russland                                                                         |
| 2005 | 2.     | Großer Preis von Deutschland in Dortmund         | Feder          | hinter Roberto Monzón, Kuba, vor Antonkin, Russland u. Juri Kohl, Deutschland                                                                                           |
| 2005 | 20.    | WM in Budapest                                   | Feder          | nach einer Niederlage gegen Juri Kohl |
| 2006 | 31.    | WM in Guangzhou/China                            | Feder          | nach einer Niederlage gegen Håkan Nyblom, Dänemark |
| 2007 | 22.    | EM in Sofia                                      | Leicht         | nach einer Niederlage gegen Elbrus Mammadow, Aserbaidschan |
| 2007 | 8.     | Großer Preis von Ungarn                          | Leicht         | Sieger: Steeve Guénot, Frankreich vor Tamás Lőrincz, Ungarn |
| 2008 | 3.     | "Vehbe-Emre"-Memorial in Istanbul                | Leicht         | hinter Refik Ayvazoğlu u. Şeref Eroğlu, vor Erkan Ulvan, alle Türkei |
| 2008 | 15.    | EM in Tampere                                    | Leicht         | nach einer Niederlage gegen Tiziano Corriga, Italien |
| 2008 | 3.     | Olympia-Qualif.-Turnier in Ostia                 | Leicht         | hinter Sergei Kowalenko, Russland u. Ali Mohammadi, Iran, gemeinsam mit Kanatbek Begaliew, Kirgisistan                                                                  |
| 2008 | 2.     | Großer Preis von Deutschland in Dortmund         | Leicht         | hinter Steeve Guénot, Frankreich, vor Juri Dubinin, Belarus u. Alain Milián, Kuba                                                                                       |
| 2008 | Bronze | OS in Peking                                     | Leicht         | mit Siegen über Alexander Kazakewitsch, Litauen u. Ali Mohammadi, einer Niederlage gegen Steeve Guénot und Siegen über Alain Milián und Darchan Bajachtemow, Kasachstan |
| 2009 | 2.     | EM in Vilnius                                    | Leicht         | mit Siegen über Frederik Ekström, Dänemark, Sharur Wardanjan, Schweden u. Damian Zuba, Polen u. einer Niederlage gegen Ambako Watschadse, Russland                      |